# Golfo di Kula

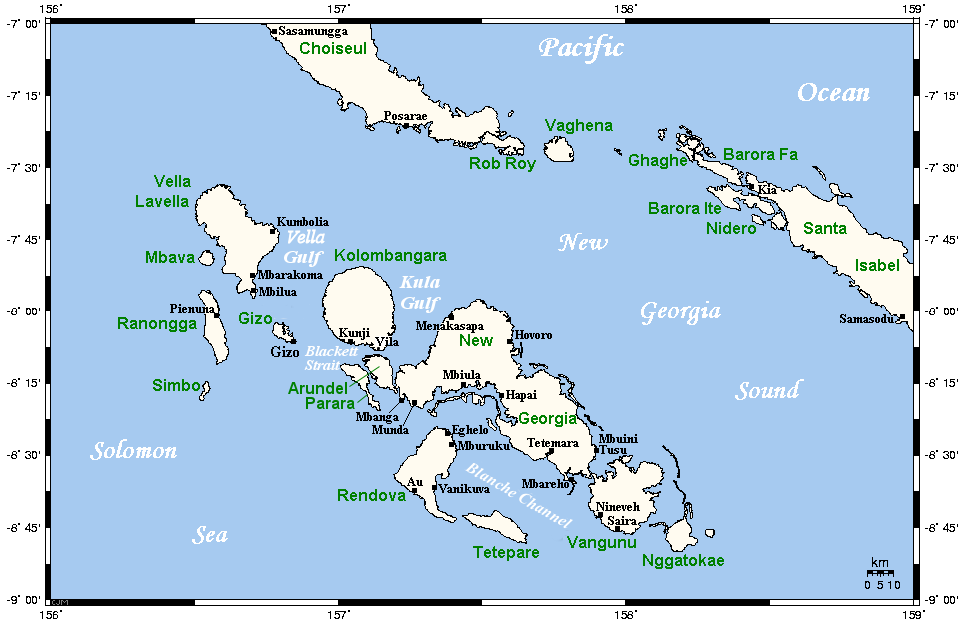
Il Golfo di Kula separa l'isola rotonda di Kolombangara dalla più ampia e irregolare isola della Nuova Georgia a sudest.

Il golfo di Kula (Kula Gulf) è una zona di mare nella Provincia Occidentale delle Isole Salomone. Esso si trova tra l'isola di Kolombangara a ovest, l'isola di Arundel (Kohinggo) a sudovest e la Nuova Georgia a sud e a est.
A nord esso si apre sullo stretto della Nuova Georgia (The Slot).
A sudovest egli si collega, attraverso lo stretto di Blackett, al golfo di Vella e al mare delle Salomone.

## Storia
Durante la seconda guerra mondiale, nel corso della campagna delle isole Salomone, vi ebbero luogo, nel mese di luglio del 1943, due battaglie navali fra la Marina imperiale giapponese e quella degli Stati Uniti. La prima, nota come battaglia del Golfo di Kula, ebbe luogo la notte fra il 5 e il 6 luglio. Nel combattimento l'incrociatore leggero statunitense Helena fu affondato.
La seconda battaglia, chiamata battaglia di Kolombangara (o anche "seconda battaglia del golfo di Kula"), ebbe luogo nella notte fra il 12 e il 13 luglio. Nel combattimento l'incrociatore leggero giapponese Jintsu e il cacciatorpediniere statunitense Gwin furono affondati.